# Paramount Pictures
Paramount Pictures is een Amerikaanse filmproductiemaatschappij en is een van de grootste filmstudio's ter wereld. De filmstudio is sinds 1994 in het bezit van het mediaconcern Paramount Global (voorheen ViacomCBS).
Paramount vormt de basis voor een complete divisie van het concern. Onder Paramount vallen onder andere ook Paramount Home Entertainment, Paramount Classics, Paramount Vantage, DreamWorks SKG (2006-2008), en het muziekdistributiebedrijf Famous Music.
Het is de enige grote filmstudio die daadwerkelijk gevestigd is in Hollywood (aan Melrose Avenue). Dit in tegenstelling tot onder andere Sony Pictures Entertainment (Culver City), 20th Century Fox (Century City) en Universal Studios (Universal City).

## Geschiedenis

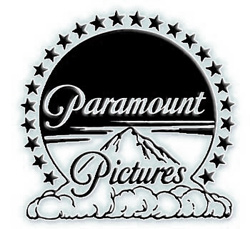
Een van de eerste logo's die Paramount Pictures gebruikte (dateert uit 1914)

Paramount Pictures is een van de oudste filmmaatschappijen ter wereld, met een historie die teruggaat tot maart 1912. Alleen het Deense Nordisk Film is ouder (1906). Het is voortgekomen uit de Famous Players Film Company, die in 1912 werd opgericht. Van 1966 tot 1989 was het onderdeel van Gulf and Western Industries (Gulf+Western), maar in 1989 werden alle industriële bezittingen van Gulf+Western verkocht en werd het concern hernoemd naar Paramount Communications. In 1994 werd het bijna failliete Paramount Communications overgenomen door Sumner Redstones Viacom.
Paramount Vantage, Nickelodeon Movies en MTV Films zijn zuster-filmstudio's van Paramount Pictures. Paramount Vantage is verantwoordelijk voor de distributie van arthouse-films en Nickelodeon Movies/MTV Films (onderdelen van MTV Networks) produceren films op basis van populaire televisieprogramma's van Nickelodeon en MTV. Paramount Pictures is verantwoordelijk voor de distributie van deze twee labels. Paramount is tevens verantwoordelijk voor de distributie van de films van DreamWorks en ook van het onafhankelijke DreamWorks Animation. Republic Pictures is alleen nog maar als filmarchief actief en de films worden ook gedistribueerd door Paramount.
Tussen 1981 en 2006 distribueerden Paramount Pictures en Universal Studios hun films gezamenlijk buiten de Verenigde Staten via het bedrijf United International Pictures. Dit bedrijf verzorgt ook de distributie van DreamWorks SKG-films buiten Noord-Amerika. Sinds 2007 hebben Paramount en Universal een groot deel van de internationale distributie terug in eigen handen genomen. In de Benelux verzorgt het nog wel de distributie van Universal films.

## Logo

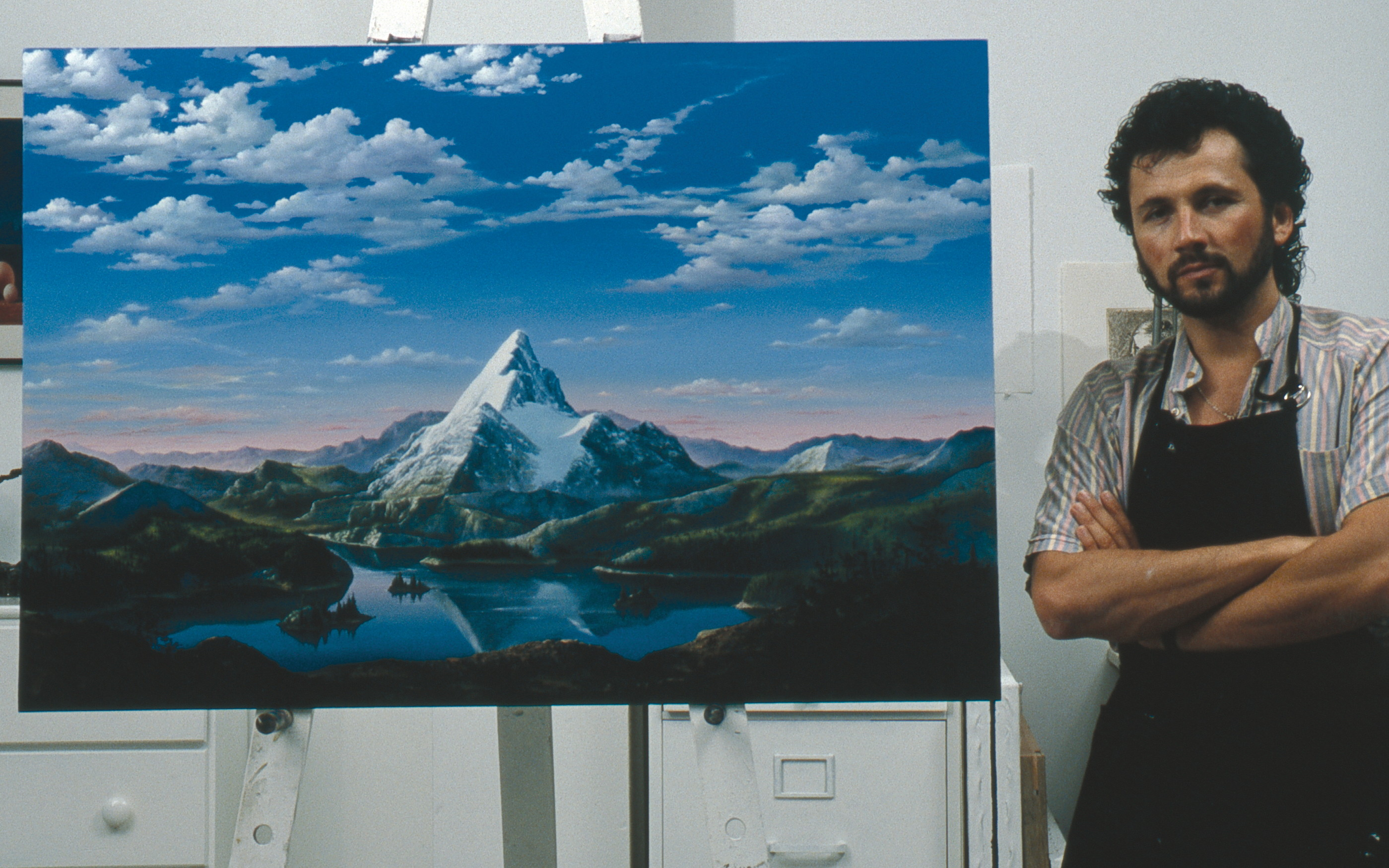
De kunstenaar Dario Campanile staat voor het kunstwerk dat hij voor Paramount Studios heeft gemaakt voor hun 75e verjaardag logo-herontwerp. Het schilderij werd gebruikt als bron voor latere logo animatie. Het origineel is te bezichtigen in Paramount Studios

De studio staat bekend om het openingslogo, dat een grote berg met een ring van tweeëntwintig sterren bevat. De berg wordt Majestic Mountain genoemd en is bedacht door Paramount-mede-oprichter William Wadsworth Hodkinson (The Man who Invented Hollywood). Hodkinson reed op een dag naar een vergadering met Adolph Zukor (een van de andere mede-oprichters) in New York en zag onderweg een bedrijf met de naam "Paramount" erop. De berg beeldde hij erbij vanuit een jeugdherinnering aan een van de vele bergen uit het gebied waar hij opgroeide. In de Indiana Jones films verandert de Majestic Mountain in een berg of heuvel uit de verhaalwereld.

## Films

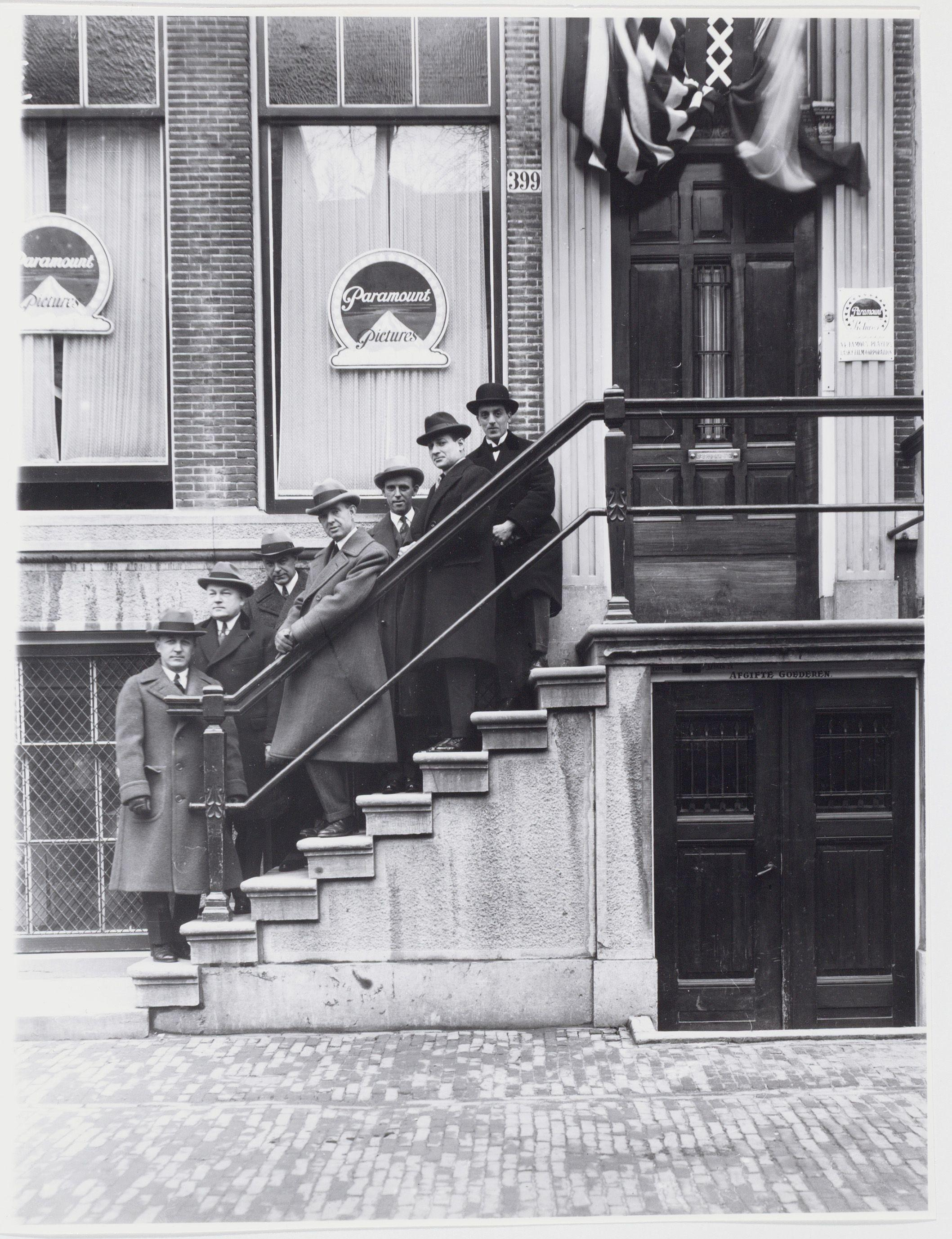
Directie van Paramount in Amsterdam (1924)

### Oscars
Meerdere films (deels) geproduceerd of gedistribueerd door Paramount wonnen een Academy Award voor beste film.
- The Lost Weekend (1944)
- The Godfather (1972)
- The Godfather: Part II (1974)
- Ordinary People (1980)
- Terms of Endearment (1983)
- Forrest Gump (1994)
- Braveheart (1995)
- Titanic (1997) (coproductie met 20th Century Fox)

Paramount Vantage kende in 2007 een voortreffelijk jaar met vlak achter elkaar de release van No Country for Old Men en There Will Be Blood. Samen wonnen deze films zes Academy Awards, waaronder de belangrijkste voor Beste Film, Beste Regie, Beste Aangepast Scenario, Beste Mannelijke Hoofdrol (Daniel Day-Lewis) en Beste Mannelijke Bijrol (Javier Bardem). Een jaar eerder behaalde het door Paramount Vantage gedistribueerde An Inconvenient Truth een Oscar voor Beste Lange Documentaire.

### Kassucces
James Camerons Titanic (1997) is met een wereldwijde opbrengst van 2.187.463.944 dollar de op twee na succesvolste bioscoopfilm aller tijden. Deze blockbuster wordt op basis van bioscoopopbrengsten op gepaste afstand gevolgd door de vier Indiana Jonesfilms, Forrest Gump (1994), War of the Worlds (2005), Iron Man (2008), de Mission: Impossible-reeks en Ghost (1990), die wereldwijd altijd nog meer dan 500 miljoen dollar opbrachten.
De samenwerking met DreamWorks SKG tussen 2006 en 2008 leverde de hits Transformers (2007), Shrek the Third (2007) en Kung Fu Panda (2008) op.